# Коефіцієнт спрямованої дії
Коефіцієнт спрямованої дії (КСД) антени — відношення квадрата напруженості поля, створюваного антеною в певному напрямку, до середнього значення квадрата напруженості поля за всіма напрямками.
Безрозмірна величина, що може виражатися в децибелах (дБ, дБі, дБд). Позначають КСД латинською буквою D (від англ. Directivity).
Зазвичай оперують значенням КСД D0 у напрямку найбільшого випромінювання антени, а для опису кутової залежності КСД використовують нормовану діаграму спрямованості антени за потужністю. При цьому КСД стає мірою здатності антени концентрувати енергію електромагнітного випромінювання у вузькому промені. Згідно з визначенням, КСД однозначно пов'язаний із формою ДС антени (строгіше — з характеристикою спрямованості антени).
Слід розрізняти КСД та коефіцієнт підсилення (КП) антени: КСД цілком і повністю визначається формою ДС антени і не враховує ККД антени та втрат на відбиття, тобто не враховує втрат енергії в елементах конструкції антени та об'єктах, розташованих у ближній зоні антени.

## Значення КСД
Залежно від конструкції та робочої довжини хвилі значення КСД реальної антени в напрямку максимуму випромінювання перевищує одиницю та може досягати мільйонів. КСД абстрактного ізотропного випромінювача дорівнює одиниці. Чим вужча головна пелюстка ДС і менший рівень бічних пелюсток, тим вищий КСД.
КСД лінійної антени (моделі у вигляді розташованих безперервно вздовж відрізка прямої довжиною L >> λ ізотропних джерел із однаковою амплітудою; λ — довжина хвилі у вільному просторі):
- D0 = 2L/λ — в режимі поперечного і похилого випромінювання (поки промінь лежить від осі антени на 2-3 ширини за рівнем −3 дБ; при цьому КСД не залежить від напрямку сканування);
- D0 = 4L/λ — в режимі осьового випромінювання;
- D0 ≈ 7.2L/λ — у режимі осьового випромінювання з оптимальним уповільненням.

КСД лінійної антенної решітки ізотропних випромінювачів з однаковою амплітудою (при Nd = L>>λ і відсутності дифракційних пелюсток діаграми спрямованості в області видимості; N — число елементів; d — період решітки):
- D0 ≈ 2Nd/λ — в режимі поперечного та похилого випромінювання (поки промінь віддалений від осі антени на 2-3 ширини за рівнем −3 дБ; при цьому КСД не залежить від напрямку сканування); зокрема, в границі за великого N і d = λ/2 D0 = N ;
- D0 ≈ 4Nd/λ — в режимі осьового випромінювання;
- D0 ≈ 7.2Nd/λ — в режимі осьового випромінювання з оптимальним уповільненням.

КНД плоскої апертури:
- D0 = (4πSKв.п./λ2)cos θ0 (за умови, що промінь віддалений від площини апертури на 2-3 ширини за рівнем −3 дБ; S — площа апертури; Kв.п. — апертурний коефіцієнт використання поверхні, θ0 — напрям сканування променя, кут місця в сферичній системі координат, що відраховується від нормалі до апертури). Зменшення КСД при скануванні (множник cos θ0) обумовлене розширенням променя;
- D0 ≠ 0 за θ0 → 90°.